# فهرست شعرهای سهراب سپهری
این صفحه فهرستی از شعرهای منتشرشدهٔ سهراب سپهری است.

## فهرست
| عنوان                     | تعداد سطر | تعداد صفحه | مجموعه          | تاریخ انتشار |
| ------------------------- | --------- | ---------- | --------------- | ------------ |
| در قیر شب                 | ۲۴        | ۳          | مرگ رنگ         | ۱۳۳۰         |
| دود می‌خیزد                | ۲۰        | ۳          | مرگ رنگ         | ۱۳۳۰         |
| سپیده                     | ۱۵        | ۳          | مرگ رنگ         | ۱۳۳۰         |
| مرغ معما                  | ۲۴        | ۳          | مرگ رنگ         | ۱۳۳۰         |
| روغن شب                   | ۱۵        | ۲          | مرگ رنگ         | ۱۳۳۰         |
| سراب                      | ۱۶        | ۲          | مرگ رنگ         | ۱۳۳۰         |
| رو به غروب                | ۲۹        | ۳          | مرگ رنگ         | ۱۳۳۰         |
| غمی غمناک                 | ۲۰        | ۳          | مرگ رنگ         | ۱۳۳۰         |
| خراب                      | ۱۸        | ۳          | مرگ رنگ         | ۱۳۳۰         |
| جان‌گرفته                  | ۱۹        | ۲          | مرگ رنگ         | ۱۳۳۰         |
| دلسرد                     | ۲۴        | ۳          | مرگ رنگ         | ۱۳۳۰         |
| درهٔ خاموش                 | ۲۵        | ۳          | مرگ رنگ         | ۱۳۳۰         |
| دنگ                       | ۴۳        | ۴          | مرگ رنگ         | ۱۳۳۰         |
| نایاب                     | ۳۳        | ۳          | مرگ رنگ         | ۱۳۳۰         |
| دیوار                     | ۲۳        | ۳          | مرگ رنگ         | ۱۳۳۰         |
| مرگ رنگ                   | ۲۹        | ۳          | مرگ رنگ         | ۱۳۳۰         |
| دریا و مرد                | ۲۳        | ۳          | مرگ رنگ         | ۱۳۳۰         |
| نقش                       | ۳۹        | ۴          | مرگ رنگ         | ۱۳۳۰         |
| سرگذشت                    | ۳۲        | ۳          | مرگ رنگ         | ۱۳۳۰         |
| وهم                       | ۱۱        | ۲          | مرگ رنگ         | ۱۳۳۰         |
| با مرغ پنهان              | ۱۹        | ۳          | مرگ رنگ         | ۱۳۳۰         |
| سرود زهر                  | ۱۷        | ۲          | مرگ رنگ         | ۱۳۳۰         |
| خواب تلخ                  | ۱۶        | ۲          | زندگی خواب‌ها    | ۱۳۳۲         |
| فانوس خیس                 | ۴۹        | ۴          | زندگی خواب‌ها    | ۱۳۳۲         |
| جهنم سرگردان              | ۱۸        | ۲          | زندگی خواب‌ها    | ۱۳۳۲         |
| یادبود                    | ۳۵        | ۳          | زندگی خواب‌ها    | ۱۳۳۲         |
| پرده                      | ۱۷        | ۳          | زندگی خواب‌ها    | ۱۳۳۲         |
| گل کاشی                   | ۳۴        | ۳          | زندگی خواب‌ها    | ۱۳۳۲         |
| مرز گمشده                 | ۲۵        | ۳          | زندگی خواب‌ها    | ۱۳۳۲         |
| پاداش                     | ۳۱        | ۳          | زندگی خواب‌ها    | ۱۳۳۲         |
| لولوی شیشه‌ها              | ۳۳        | ۴          | زندگی خواب‌ها    | ۱۳۳۲         |
| لحظهٔ گمشده                | ۳۰        | ۳          | زندگی خواب‌ها    | ۱۳۳۲         |
| باغی در صدا               | ۳۱        | ۳          | زندگی خواب‌ها    | ۱۳۳۲         |
| مرغ افسانه                | ۱۱۵       | ۸          | زندگی خواب‌ها    | ۱۳۳۲         |
| نیلوفر                    | ۲۷        | ۳          | زندگی خواب‌ها    | ۱۳۳۲         |
| برخورد                    | ۲۲        | ۳          | زندگی خواب‌ها    | ۱۳۳۲         |
| سفر                       | ۲۶        | ۳          | زندگی خواب‌ها    | ۱۳۳۲         |
| بی پاسخ                   | ۳۳        | ۳          | زندگی خواب‌ها    | ۱۳۳۲         |
| بی تار و پود              | ۱۵        | ۲          | آوار آفتاب      | ۱۳۴۰         |
| طنین                      | ۲۳        | ۳          | آوار آفتاب      | ۱۳۴۰         |
| شاسوسا                    | ۹۵        | ۷          | آوار آفتاب      | ۱۳۴۰         |
| گل آینه                   | ۹۵        | ۶          | آوار آفتاب      | ۱۳۴۰         |
| همراه                     | ۲۴        | ۳          | آوار آفتاب      | ۱۳۴۰         |
| آن برتر                   | ۱۷        | ۲          | آوار آفتاب      | ۱۳۴۰         |
| روزنه‌ای به‌رنگ             | ۱۶        | ۲          | آوار آفتاب      | ۱۳۴۰         |
| ای نزدیک                  | ۱۴        | ۲          | آوار آفتاب      | ۱۳۴۰         |
| غبار لبخند                | ۱۶        | ۲          | آوار آفتاب      | ۱۳۴۰         |
| فراتر                     | ۲۴        | ۳          | آوار آفتاب      | ۱۳۴۰         |
| شکست کرانه                | ۱۴        | ۲          | آوار آفتاب      | ۱۳۴۰         |
| دیاری دیگر                | ۱۶        | ۲          | آوار آفتاب      | ۱۳۴۰         |
| کو قطرهٔ وهم               | ۲۳        | ۳          | آوار آفتاب      | ۱۳۴۰         |
| سایبان آرامش ما، ماییم    | ۳۲        | ۳          | آوار آفتاب      | ۱۳۴۰         |
| پرچین راز                 | ۱۸        | ۳          | آوار آفتاب      | ۱۳۴۰         |
| آوای گیاه                 | ۱۶        | ۲          | آوار آفتاب      | ۱۳۴۰         |
| میوهٔ تاریک                | ۱۶        | ۲          | آوار آفتاب      | ۱۳۴۰         |
| شب هم‌آهنگی                | ۱۵        | ۲          | آوار آفتاب      | ۱۳۴۰         |
| دروگران پگاه              | ۱۲        | ۲          | آوار آفتاب      | ۱۳۴۰         |
| راه‌واره                   | ۱۵        | ۲          | آوار آفتاب      | ۱۳۴۰         |
| گردش سایه‌ها               | ۲۰        | ۲          | آوار آفتاب      | ۱۳۴۰         |
| برتر از پرواز             | ۱۲        | ۲          | آوار آفتاب      | ۱۳۴۰         |
| نیایش                     | ۲۰        | ۲          | آوار آفتاب      | ۱۳۴۰         |
| نزدیک آی                  | ۱۸        | ۳          | آوار آفتاب      | ۱۳۴۰         |
| . . .                     | ۱۱        | ۲          | آوار آفتاب      | ۱۳۴۰         |
| موج نوازشی، ای گرداب      | ۱۸        | ۲          | آوار آفتاب      | ۱۳۴۰         |
| بیراهه‌ای در آفتاب         | ۱۷        | ۲          | آوار آفتاب      | ۱۳۴۰         |
| خوابی در هیاهو            | ۲۱        | ۲          | آوار آفتاب      | ۱۳۴۰         |
| تارا                      | ۶         | ۲          | آوار آفتاب      | ۱۳۴۰         |
| در سفر آن سوها            | ۱۰        | ۲          | آوار آفتاب      | ۱۳۴۰         |
| ای همه سیماها             | ۱۵        | ۲          | آوار آفتاب      | ۱۳۴۰         |
| محراب                     | ۶         | ۲          | آوار آفتاب      | ۱۳۴۰         |
| روانه                     | ۱۱        | ۲          | شرق اندوه       | ۱۳۴۰         |
| هلا                       | ۱۱        | ۲          | شرق اندوه       | ۱۳۴۰         |
| پادمه                     | ۸         | ۲          | شرق اندوه       | ۱۳۴۰         |
| چند                       | ۹         | ۲          | شرق اندوه       | ۱۳۴۰         |
| هایی                      | ۸         | ۲          | شرق اندوه       | ۱۳۴۰         |
| شکپوی                     | ۸         | ۲          | شرق اندوه       | ۱۳۴۰         |
| نه به سنگ                 | ۷         | ۲          | شرق اندوه       | ۱۳۴۰         |
| و                         | ۱۳        | ۲          | شرق اندوه       | ۱۳۴۰         |
| نا                        | ۸         | ۲          | شرق اندوه       | ۱۳۴۰         |
| پاراه                     | ۱۱        | ۲          | شرق اندوه       | ۱۳۴۰         |
| شیطان هم                  | ۸         | ۲          | شرق اندوه       | ۱۳۴۰         |
| شورم را                   | ۱۱        | ۲          | شرق اندوه       | ۱۳۴۰         |
| bodhi                     | ۸         | ۲          | شرق اندوه       | ۱۳۴۰         |
| گراز                      | ۴         | ۲          | شرق اندوه       | ۱۳۴۰         |
| لب آب                     | ۹         | ۲          | شرق اندوه       | ۱۳۴۰         |
| هنگامی                    | ۱۰        | ۲          | شرق اندوه       | ۱۳۴۰         |
| تا                        | ۲۵        | ۳          | شرق اندوه       | ۱۳۴۰         |
| تنها باد                  | ۱۵        | ۲          | شرق اندوه       | ۱۳۴۰         |
| تراو                      | ۱۰        | ۲          | شرق اندوه       | ۱۳۴۰         |
| وید                       | ۱۱        | ۲          | شرق اندوه       | ۱۳۴۰         |
| و شکستم، و دویدم، و فتادم | ۱۱        | ۲          | شرق اندوه       | ۱۳۴۰         |
| نیایش                     | ۲۹        | ۳          | شرق اندوه       | ۱۳۴۰         |
| به زمین                   | ۱۱        | ۲          | شرق اندوه       | ۱۳۴۰         |
| و چه تنها                 | ۹         | ۲          | شرق اندوه       | ۱۳۴۰         |
| تا گل هیچ                 | ۹         | ۲          | شرق اندوه       | ۱۳۴۰         |
| صدای پای آب               | ۳۸۷       | ۲۹         | صدای پای آب     | ۱۳۴۴         |
| مسافر                     | ۳۷۹       | ۲۶         | مسافر           | ۱۳۴۵         |
| از روی پلک شب             | ۱۶        | ۲          | حجم سبز         | ۱۳۴۶         |
| روشنی، من، گل، آب         | ۲۱        | ۳          | حجم سبز         | ۱۳۴۶         |
| و پیامی در راه            | ۳۰        | ۴          | حجم سبز         | ۱۳۴۶         |
| ساده رنگ                  | ۱۸        | ۳          | حجم سبز         | ۱۳۴۶         |
| آب                        | ۲۶        | ۳          | حجم سبز         | ۱۳۴۶         |
| در گلستانه                | ۳۵        | ۴          | حجم سبز         | ۱۳۴۶         |
| غربت                      | ۲۳        | ۳          | حجم سبز         | ۱۳۴۶         |
| پیغام ماهی‌ها              | ۱۹        | ۳          | حجم سبز         | ۱۳۴۶         |
| نشانی                     | ۱۷        | ۲          | حجم سبز         | ۱۳۴۶         |
| واحه‌ای در لحظه            | ۱۵        | ۲          | حجم سبز         | ۱۳۴۶         |
| پشت دریاها                | ۳۷        | ۴          | حجم سبز         | ۱۳۴۶         |
| تپش سایهٔ دوست             | ۱۹        | ۳          | حجم سبز         | ۱۳۴۶         |
| صدای دیدار                | ۱۸        | ۲          | حجم سبز         | ۱۳۴۶         |
| شب تنهایی خوب             | ۱۵        | ۲          | حجم سبز         | ۱۳۴۶         |
| سورهٔ تماشا                | ۳۹        | ۴          | حجم سبز         | ۱۳۴۶         |
| پرهای زمزمه               | ۱۷        | ۲          | حجم سبز         | ۱۳۴۶         |
| ورق روشن وقت              | ۲۹        | ۴          | حجم سبز         | ۱۳۴۶         |
| آفتابی                    | ۱۵        | ۲          | حجم سبز         | ۱۳۴۶         |
| جنبش واژهٔ زیست            | ۲۳        | ۳          | حجم سبز         | ۱۳۴۶         |
| از سبز به سبز             | ۱۳        | ۲          | حجم سبز         | ۱۳۴۶         |
| ندای آغاز                 | ۳۸        | ۴          | حجم سبز         | ۱۳۴۶         |
| به باغ هم‌سفران            | ۳۹        | ۴          | حجم سبز         | ۱۳۴۶         |
| دوست                      | ۳۹        | ۴          | حجم سبز         | ۱۳۴۶         |
| همیشه                     | ۲۵        | ۳          | حجم سبز         | ۱۳۴۶         |
| تا نبض خیس صبح            | ۳۰        | ۳          | حجم سبز         | ۱۳۴۶         |
| ای شور، ای قدیم           | ۲۷        | ۳          | ما هیچ، ما نگاه | ۱۳۵۶         |
| نزدیک دورها               | ۳۱        | ۳          | ما هیچ، ما نگاه | ۱۳۵۶         |
| وقت لطیف شن               | ۱۷        | ۳          | ما هیچ، ما نگاه | ۱۳۵۶         |
| اکنون هبوط رنگ            | ۲۱        | ۳          | ما هیچ، ما نگاه | ۱۳۵۶         |
| از آب‌ها به بعد            | ۱۷        | ۳          | ما هیچ، ما نگاه | ۱۳۵۶         |
| هم سطر، هم سپید           | ۲۳        | ۳          | ما هیچ، ما نگاه | ۱۳۵۶         |
| اینجا پرنده بود           | ۴۶        | ۴          | ما هیچ، ما نگاه | ۱۳۵۶         |
| متن قدیم شب               | ۶۵        | ۵          | ما هیچ، ما نگاه | ۱۳۵۶         |
| بی روزها عروسک            | ۵۳        | ۴          | ما هیچ، ما نگاه | ۱۳۵۶         |
| چشمان یک عبور             | ۶۱        | ۵          | ما هیچ، ما نگاه | ۱۳۵۶         |
| تنهای منظره               | ۲۸        | ۳          | ما هیچ، ما نگاه | ۱۳۵۶         |
| سمت خیال دوست             | ۲۱        | ۲          | ما هیچ، ما نگاه | ۱۳۵۶         |
| اینجا همیشه تیه           | ۳۰        | ۳          | ما هیچ، ما نگاه | ۱۳۵۶         |
| تا انتها حضور             | ۲۷        | ۳          | ما هیچ، ما نگاه | ۱۳۵۶         |